# Pjotr Iwanowitsch Kolodin
Pjotr Iwanowitsch Kolodin (russisch Пётр Иванович Колодин; * 23. September 1930 in Nowowassyliwka, Rajon Pryasowske, Oblast Saporischschja, Ukrainische SSR, Sowjetunion; † 4. Februar 2021) war ein sowjetischer Kosmonaut. Er war an der Vorbereitung zu mehreren historischen Raumfahrtmissionen beteiligt, kam aber selbst nicht zum Einsatz.

## Beginn der Karriere
Pjotr Kolodin wurde als drittes von neun Kindern einer Bauernfamilie geboren. Er schloss 1952 eine militärische Artillerie-Schule ab und 1959 die militärische Akademie für Ingenieurwesen und Radiotechnik in Charkow. Danach diente er als Offizier in den sowjetischen Raketentruppen.

## Kosmonautentätigkeit

### Auswahl und Grundausbildung
Im Jahr 1962 bekam Kolodin die Möglichkeit, Kosmonaut zu werden. Nach der ersten Kosmonautengruppe der Sowjetunion im Frühling 1960 und einer reinen Frauengruppe im Frühling 1962 war dies erst die dritte Kosmonautenauswahl.
Wie bei der ersten Gruppe wurden die Kandidaten aus den Reihen der sowjetischen Streitkräfte ausgewählt, doch dieses Mal war die Auswahl nicht nur auf Piloten beschränkt. Somit wurde Kolodin am 8. Januar 1963 einer von 16 Kosmonauten-Kandidaten, er gehörte zu den vier Ingenieuren der Raketentruppen. Wie die meisten Aspiranten bestand Kolodin sein Abschlussexamen am 21. Januar 1965.

### Weltraumausstieg mit Woschod 2
Ab Februar 1964 befand sind Kolodin im Training für das neue Sojus-Raumschiff. Er befand sich in einer Trainingsgruppe zusammen mit dem Wostok-Veteranen Pawel Popowitsch, mit Wiktor Gorbatko (wie Popowitsch ebenfalls aus der ersten Gruppe) und mit Walentina Ponomarjowa.
Später wurde er aber in die Unterstützungsmannschaft von Woschod 2 berufen. Bei diesem Flug fand im März 1965 durch Alexei Leonow der erste Weltraumausstieg statt.

### Umstieg im All mit Sojus 5
Kolodin gehörte zu den acht Kosmonauten, die Nikolai Kamanin, der Leiter der Kosmonautenausbildung, als Besatzung für die ersten Sojus-Flüge ausgewählt hatte. Es kam jedoch zu Rivalitäten zwischen den militärischen Kosmonauten und den Ingenieuren des Entwicklungsbüros ZKBEM, die ebenfalls Plätze an Bord der Raumschiffe beanspruchten.
Zudem gab es mehrere Raumfahrtprojekte (orbitale Missionen, Mondumrundung, Mondlandung und Raumstation), so dass die Mannschaftszuweisungen sich ständig änderten. In den Jahren 1965 und 1966 fand sich Kolodin nacheinander in verschiedenen Ausbildungsgruppen. Unter anderem sollte er sich für eine Mondumrundung und eine Mondlandung vorbereiten. Das sowjetische Mondprogramm blieb jedoch erfolglos.
Im Januar 1967 wurde Kolodin zusammen mit Anatoli Kuklin und Wladislaw Wolkow der Unterstützungsmannschaft von Sojus 5 zugeteilt. Bei diesem Flug, der im Januar 1969 stattfand, erfolgte der erste Umstieg von Raumfahrern aus einem Raumschiff in ein anderes. Zu diesem Zeitpunkt hatte die NASA mit Apollo 8 gerade den ersten Flug zum Mond durchgeführt und wollte im nächsten Apollo-Flug die Mondlandefähre testen.

### Dreifachflug mit Sojus 7
Als nächstes Projekt stand der Flug von Sojus 6, Sojus 7 und Sojus 8 an, bei dem erstmals drei Raumschiffe und sieben Kosmonauten gleichzeitig im All sein sollten. Ab Februar 1969 befand sich Kolodin hierfür im Training und wurde im April als Ersatzmann für Sojus 7 nominiert. Der Flug fand im Oktober 1969 statt, aber die geplante Kopplung misslang.

### Langzeitmission zu Saljut 1
Nachdem das Rennen zum Mond verloren war, konzentrierte sich die sowjetische Raumfahrt auf Raumstationen in der Erdumlaufbahn. Für einen vorbereitenden Langzeitflug mit Sojus 9 war Kolodin kurzzeitig als Besatzung im Gespräch.
Für die Raumstation gab es zwei konkurrierende Entwürfe: die Station Almaz vom Konstruktionsbüro ZKBM (früher OKB-52) und die Station DOS vom ZKBEM (früher OKB-1). Letztendlich stand die DOS früher zur Verfügung. Geplant waren mehrere mehrwöchige Aufenthalte der Mannschaften von Sojus 10, Sojus 11 und wenn möglich auch von Sojus 12.
Schon ab Januar 1970 befand sich Kolodin hierfür in der Ausbildung. Er bildete zusammen mit Alexei Leonow und Waleri Kubassow die Ersatzmannschaft von Sojus 10 und die Hauptmannschaft von Sojus 11.
Die Raumstation DOS startete am 19. April 1971 unter der Bezeichnung Saljut 1, das Raumschiff Sojus 10 drei Tage später. Das Kopplungsmanöver misslang jedoch. Kommandant Schatalow und seine Mannschaft mussten umkehren.
Ein zweiter Versuch sollte bald darauf mit Sojus 11 unternommen werden, und Leonow, Kubassow und Kolodin sahen sich bereits als erste Raumstations-Besatzung in die Geschichte der Raumfahrt eingehen. Der Start war für den 6. Juni 1971 vorgesehen. Bei einer Routineuntersuchung am 3. Juni diagnostizierten die Ärzte jedoch Tuberkuloseverdacht bei Kubassow. Gemäß den Regeln musste die gesamte Besatzung ausgewechselt werden, und somit startete die Ersatzmannschaft Georgi Dobrowolski, Wiktor Pazajew und Wladislaw Wolkow. Kolodin und Leonow wurden dem nächsten Flug zugewiesen, wobei Kubassow durch Nikolai Rukawischnikow ersetzt wurde.
Die Mannschaft von Sojus 11 bildete die erste Besatzung einer Raumstation und setzte mit einer Flugdauer von 23 Tagen einen neuen Langzeitrekord. Bei der Landung am 29. Juni öffnete sich jedoch ein Druckausgleichsventil vorzeitig, und alle drei Kosmonauten kamen ums Leben. Der Tuberkuloseverdacht hatte also Leonow, Kubassow und Kolodin das Leben gerettet, dafür drei anderen Kosmonauten das Leben gekostet. Weitere Sojus-Flüge wurden vorerst ausgesetzt. In den Jahren 1972 und 1973 gab es eine Serie von Fehlstarts der Saljut-Raumstationen, so dass Kolodin nicht zum Einsatz kam.

### Kurzzeitmission zu Saljut 6
Ab September 1975 befand sich Kolodin wieder im Training für eine bemannte Mission. Die neue Station Saljut 6 war für mehrmonatige Aufenthalte im All ausgelegt. Da dies aber die maximale Einsatzzeit eines Sojus-Raumschiffs überstieg, sollten Kurzzeitmannschaften das Raumschiff an der Station austauschen.
Der erste Langzeit-Aufenthalt in Saljut 6 sollte im Oktober 1977 durch Wladimir Kowaljonok und Waleri Rjumin mit Sojus 25 erfolgen. Sowohl für Kowaljonok als auch für Rjumin war dies der erste Raumflug. Den Raumschiffsaustausch sollten Wladimir Dschanibekow und Kolodin durchführen, die Sojus 26 zur Raumstation bringen und mit Sojus 25 zurückkehren sollten. Dies wäre der erste Raumschifftausch in der Geschichte der Raumfahrt gewesen.
Der Kopplungsversuch von Sojus 25 misslang jedoch, und Kowaljonok und Rjumin mussten zur Erde zurückkehren, ohne die Raumstation betreten zu haben. Dies erfolgte dann im Dezember 1977 durch die Mannschaft von Sojus 26.
Nach dem Fehlschlag von Sojus 25 hatte die Flugleitung die Regel eingeführt, dass bei einer Raumschiff-Besatzung mindestens einer der beiden Kosmonauten bereits Weltraumerfahrung haben musste. Da aber sowohl Dschanibekow als auch Kolodin Weltraumneulinge waren, konnten sie den geplanten Raumschiff-Austausch nicht zusammen durchführen. Statt Kolodin wurde somit sein Ersatzmann Oleg Makarow für den Flug von Sojus 27 nominiert, der im Januar 1978 stattfand.

### Weiteres
Weitere Kurzzeitmissionen zu Saljut 6 fanden im Rahmen des Interkosmos-Programms statt, bei dem Piloten aus befreundeten Staaten zu einem Raumflug kamen. Da Kolodin keine Weltraumerfahrung hatte, kam er nicht als Kommandant einer solchen Mission in Frage. Nach mehreren Jahren ohne Zuteilung zu einem Flug schied er am 20. April 1983 offiziell aus dem Kosmonautenkorps aus und übernahm Aufgaben in der Flugleitung.

## Privates
Kolodin war verheiratet und hatte ein Kind.